# Leonid Osyka
Leonid Osyka (ur. 8 marca 1930 w Kijowie, zm. 16 września 2001 tamże) – ukraiński reżyser i scenarzysta filmowy, jeden z najbardziej znanych przedstawicieli ukraińskiej szkoły filmowej.

## Wybrana filmografia
- Kamienny krzyż (Kaminnyj chrest, 1966) – film oparty na opowiadaniach Wasyla Stefanyka[3]
- Bitwa w wąwozie (Zachar Berkut, 1972) – film na motywach prozy Iwana Franko
- Zerwana nić babiego lata (Triwożnij misiac wieresien, 1976)[4]
- Etiudy o Wrublu (Etiudy o Wrubiele, 1989), poświęcone Michaiłowi Wrubelowi[1][4]
- Podarunek na imieniny (Podarunok na imieniny, 1991) – film oparty na opowiadaniu Mychajło Kociubynskiego
- Hetmańskie klejnoty (Gietmanski klejnodi, 1993)[2]